# Естенфелд
Естенфелд (њем. Estenfeld) општина је у њемачкој савезној држави Баварска. Једно је од 52 општинска средишта округа Вирцбург. Према процјени из 2010. у општини је живјело 4.795 становника. Посједује регионалну шифру (AGS) 9679130.

## Географски и демографски подаци
Естенфелд се налази у савезној држави Баварска у округу Вирцбург. Општина се налази на надморској висини од 246 метара. Површина општине износи 18,1 km². У самом мјесту је, према процјени из 2010. године, живјело 4.795 становника. Просјечна густина становништва износи 265 становника/km².